# Teatro Nacional Mohamed V

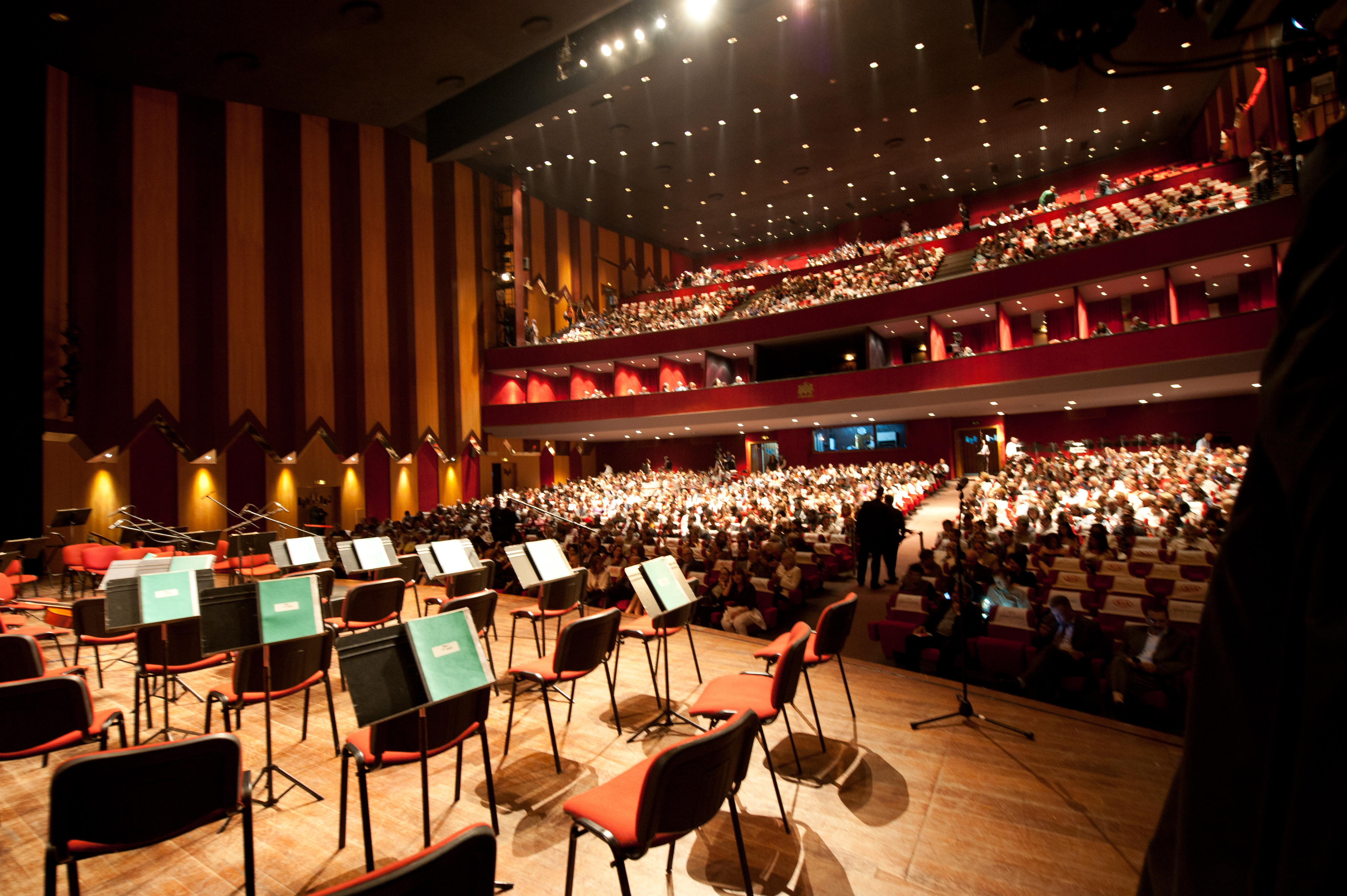
Interior del teatro.

El Teatro Nacional Mohamed V (en francés: Théâtre national Mohammed-V, TNM), denominado inicialmente de forma oficial y en la actualidad de forma coloquial como Teatro Mohamed V, es el mayor teatro de Marruecos y la primera construcción teatral edificada tras la independencia del país. Creado en 1962, está ubicado en el centro de Rabat, la capital, cerca de la medina y de la avenida Mohamed V.

## Historia
Concebido a partir de un proyecto del ministerio de los Habús, cuyos fondos sirvieron para su construcción, finalizada en 1961, fue inaugurado el 14 de marzo de 1962 por el rey Hasán II con la denominación de «Teatro Mohamed V», en homenaje a su padre fallecido Mohamed V. Fue provisto de un estatuto once años más tarde por un dahir (real decreto) del 22 de febrero de 1973, convirtiéndose en un «establecimiento público dotado de personalidad moral y de autonomía financiera […] bajo la tutela administrativa de la autoridad responsable de los asuntos culturales» —que entonces era el Ministerio de los Habús, de los Asuntos Islámicos y de la Cultura, y que en la actualidad es el Ministerio de Cultura— bajo el nombre de «Teatro Nacional Mohamed V».

## Compañía del Teatro Nacional
Los comediantes de la Compañía del Teatro Nacional, cuyas obras son puestas en escena por Abdellatif Dechraoui, son Mohamed Al Jem, Nezha Regragui, Souad Khouyi, Fatiha Watili, Hind Chahboune, Ziz Maouhoub y Mohamed Khaddi (datos de diciembre de 2014).